# Alfred Wegener

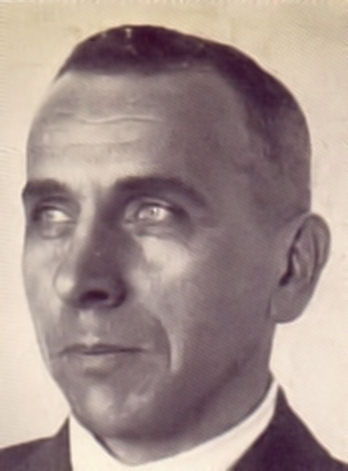
Alfred Wegener rond 1925

Alfred Lothar Wegener (Berlijn, 1 november 1880 – Groenland, ca. 16 november 1930) was een Duits meteoroloog en aardwetenschapper. Hij is vooral bekend door zijn theorie van de verschuiving der continenten.

## Biografie
Alfred Wegener was de jongste van vijf kinderen. Zijn vader Richard Wegener was theoloog en leraar Oude Talen aan het Gymnasium zum Grauen Kloster in Berlijn. Zijn moeder heette Anna Schwarz. De liefde voor de natuur kregen de kinderen Wegener met de paplepel ingegoten. In 1886 verwierf zijn vader het gebouw van de oude glasfabriek Zechliner Hütte bij Rheinsberg. Dit werd eerst het vakantiehuis maar later verhuisde de familie er voorgoed naartoe. Alfred behaalde als beste van de klas zijn eindexamen Gymnasium en van 1900- 1904 studeerde hij natuurkunde, meteorologie en astronomie in Berlijn, Heidelberg en Innsbruck. Van 1902 tot 1903 was hij assistent aan de volkssterrenwacht "Urania" in Berlijn. Zijn proefschrift ging ook over astronomie, maar daarna verschoof zijn aandacht naar de meteorologie en de natuurkunde. Hij vond dat hij bij astronomie te veel aan een plaats gebonden was en verwachtte ook niet veel vooruitgang in dat vak.
In 1905 werd Wegener assistent aan het Aeronautische Observatorium Lindenberg/Beeskow bij Berlijn. Hij werkte daar met zijn oudere broer Kurt samen, die grotendeels dezelfde belangstelling had voor het weer en de verkenning van de poolstreken. De beide broers behaalden een nieuw record in de luchtballonvaart, door van 5 april tot 7 april 1906 meer dan 52 uur in de lucht te blijven. In datzelfde jaar nam Alfred deel aan de eerste van in totaal vier expedities naar Groenland onder leiding van de Deen L. Mylius-Erichsen. Wegener bouwde er het eerste meteorologische station op vaste bodem bij Danmarkshavn.
Bij zijn thuiskomst werd hij privaatdocent in de meteorologie, praktische astronomie en kosmische fysica aan de universiteit van Marburg aan de Lahn. Hij behield deze positie tot het uitbreken van de Eerste Wereldoorlog. 
In 1909-1910 werkte hij aan zijn boek over de Thermodynamica van de Atmosfeer. In dat boek stelt hij voor het eerst het denkbeeld van de continentverschuiving voor.

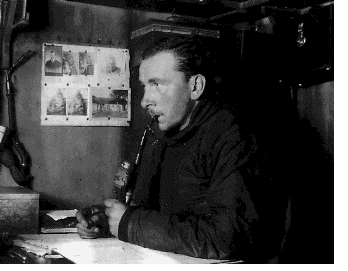
Wegener in de winter van 1912-1913 op Groenland

In deze tijd ontmoette hij zijn toekomstige vrouw Else, de dochter van de meteoroloog Vladimir Köppen. Zij werd in 1913 zijn vrouw en vergezelde hem op zijn tweede Groenlandexpeditie. Wegener deed in de oorlog dienst aan het front, maar werd er al vrij snel verwond en ingedeeld bij de weerdienst van het leger. Dit gaf hem de gelegenheid in 1915 aan zijn boek Die Entstehung der Kontinente und Ozeane te werken, waarin hij het idee van de continentverschuiving verder ontwikkelde. Na de oorlog was hij in Hamburg meteoroloog bij de Duitse Zeewacht.
Van 1919 tot 1924 werkte hij aan zijn boek over paleoklimatologie: Die Klimate der geologischen Vorzeit. In 1924 verhuisde hij naar Graz in Oostenrijk, waar hem een leerstoel in Meteorologie en Geofysica gegeven werd. In 1929 ondernam hij een derde reis naar Groenland, vooral ter voorbereiding van de expeditie van een jaar later. 

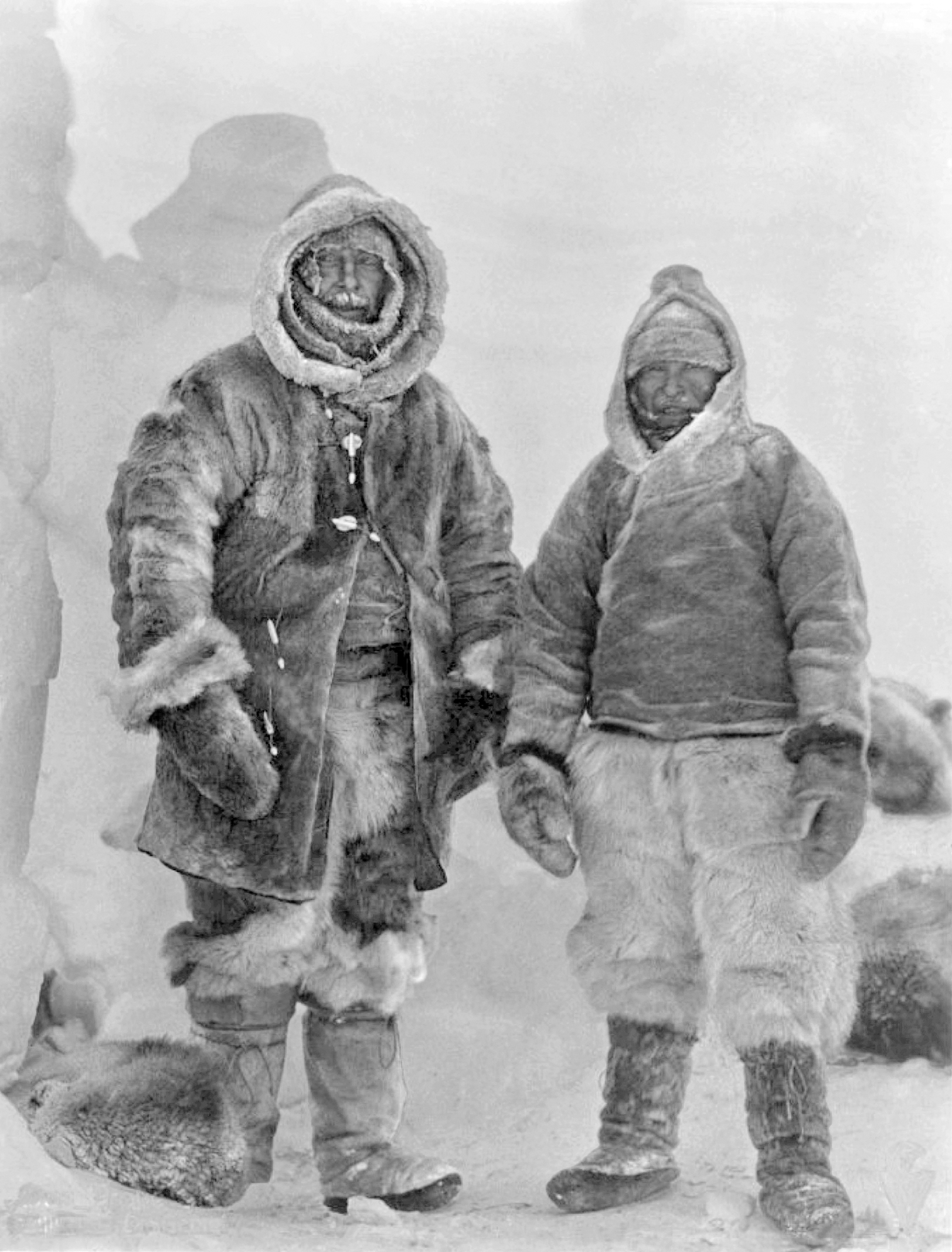
Alfred Wegener (links) met Rasmus Villumsen
(1930)

Tijdens deze vierde expeditie kwam Wegener om het leven tijdens een poging een onderzoeksstation van levensmiddelen te voorzien. De doodsoorzaak was waarschijnlijk hartfalen en de datum van overlijden was vermoedelijk 16 november 1930. Pas op 12 mei van het volgende jaar werd zijn lichaam in het poolijs gevonden, waar het ter plekke werd begraven. Een ijzeren kruis van vijf meter hoogte, tegenwoordig bedekt door ijs en sneeuw, werd toen op zijn graf opgericht.

## Wetenschappelijke bijdragen

### Continentale verschuiving
De naam Alfred Wegener zal altijd verbonden blijven met het idee van continentverschuiving (Engels: continental drift).

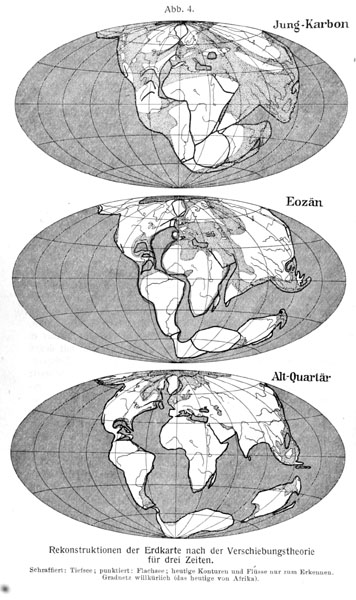
Continentverschuiving volgens Wegener

Hij was niet de eerste aan wie de overeenkomst in kustverloop van tegenoverliggende continenten, bijvoorbeeld Afrika en Zuid-Amerika, was opgevallen. De eerste die dit in 1570 was opgevallen was de Zuidelijke Nederlander, cartograaf en maker van de allereerste samengestelde wereldkaart Abraham Ortelius. (Wegener groepeerde de noordelijk continenten Europa en Noord-Amerika tot Laurazië, de zuidelijke, Afrika en Z-Amerika gaf hij de naam Gondwana). Hij was wel de eerste die probeerde met geologische gegevens de overeenkomst verder te onderbouwen. Lange tijd werd  zijn theorie door het merendeel van de geologen echter niet aanvaard. De reden daarvoor was dat hij geen geschikt mechanisme kon formuleren, waarmee dit soort gigantische veranderingen -verschuivingen van een heel continent over honderden of duizenden kilometers - kon verklaren. Hij dacht daarbij aan getijden- of centrifugale krachten en dat viel - terecht - niet in de smaak van de natuurkundigen.
In een groot deel van de geologische wereld werden daarom de overeenkomsten in aardlagen aan weerskanten van de oceanen als toeval terzijde gelegd en continentverschuiving werd lange tijd verguisd. Maar geologen als Alexander du Toit en Arthur Holmes hielden vast aan het idee van continentale drift. Zij vonden zelfs meer bewijzen (Du Toit) en een hypothetisch mechanisme dat het verschijnsel kon verklaren (Holmes). Ook zij werden desondanks niet erg serieus genomen.
Pas in de jaren 1970 is er een ommekeer gekomen, nadat onderzoek van de zeebodem aan weerskanten van de Mid-Atlantische Rug aanleiding gaf tot het ontstaan van de theorie van de platentektoniek. Ditmaal werd er wel een geschikt mechanisme voorgesteld, namelijk de convectiestromingen in de aardmantel.

### Haarijs
In 1918 publiceerde Wegener in het tijdschrift Die Naturwissenschaften zijn artikel "Haareis auf morschen Holz" over het fenomeen haarijs. Haarijs is een wolachtige ijsstructuur die onder bepaalde klimatologische omstandigheden op nat en dood loofhout ontstaat. Omdat dit ijs vaak een wisselende gelaagde structuur heeft, opperde Wegener dat de aanwezigheid van zwammen in het hout een rol in het fenomeen speelt. Op zich had hij daar gelijk in, maar hij heeft er geen nadere verklaring voor gegeven. Later onderzoek toonde aan dat het niet de zwammen zelf zijn die het water voor het ijs leveren, maar dat dit water ontstaat bij de afbraakprocessen waarmee de schimmels het hout verteren.

### Wolken
Naast zijn geofysisch werk heeft Wegener ook een bijdrage geleverd aan de meteorologie en vooral op het gebied van de fysica van de atmosfeer. Hij onderzocht het ontstaan van wolken en de samenstelling van de hogere luchtlagen.

### Inslagkraters
Hij onderzocht ook de meteorietinslag die in 1916 in Hessen plaatsvond. Hij schreef een verhandeling over het ontstaan van de inslagkraters op de Maan, waarin hij ook weer zijn tijd ver vooruit was door te veronderstellen dat zij alleen door inslagen ontstaan waren.

### Groenlandse gletsjers
Ten slotte heeft hij ook een grote bijdrage geleverd tot het in kaart brengen en het bestuderen van de gletsjers van Groenland.

## Monument
- Alfred-Wegener-Gedenkstätte in Zechliner Hütte

## Naamgeving
Het Alfred-Wegener-Institut für Polar- und Meeresforschung in Bremerhaven, Duitsland, werd in 1980 opgericht. Ook de Wegener inslagkraters op Mars en de Maan, en de planetoïde 29227 Wegener zijn naar hem vernoemd.